# Castro Pretorio

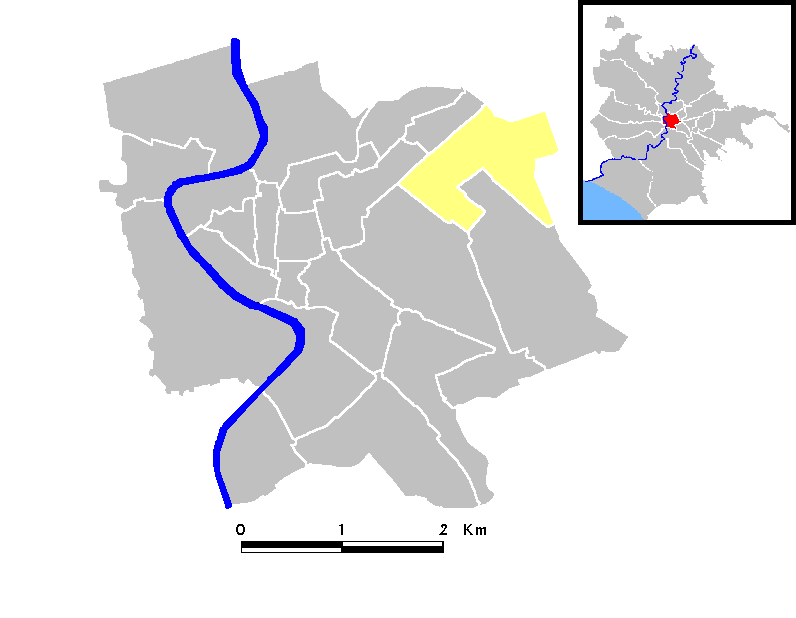
Lage von Castro Pretorio in Rom

Wappen von Castro Pretorio

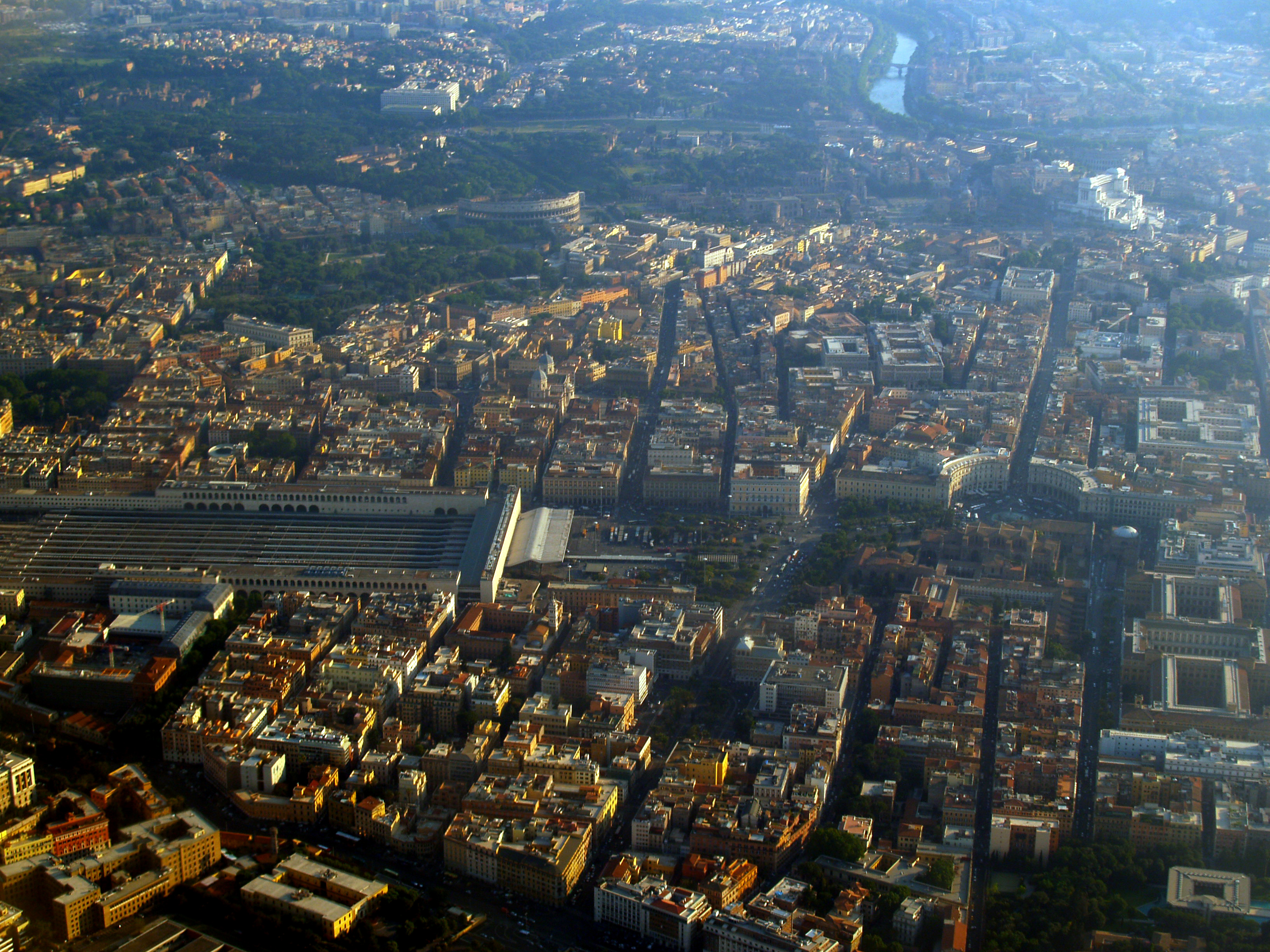
Luftaufnahme des Castro Pretorio von Norden.

Castro Pretorio ist der XVIII. Rione (Stadtteil) von Rom. Er liegt im Osten der Stadt in dem Gebiet, in dem sich die Diokletiansthermen erstreckten.

## Geschichte
Das Stadtviertel hat seinen Namen von der Kaserne der Prätorianer, die ab 23 n. Chr. hier errichtet wurde. Auf dem ehemaligen Prätorianerlager befindet sich heute die Caserma Castro Pretorio und die Nationalbibliothek.

## Bekannte Gebäude und Plätze
Zu den bedeutendsten Plätzen zählt die Piazza della Repubblica mit dem Najaden-Brunnen, der benachbarten Basilika Santa Maria degli Angeli e dei Martiri und den Diokletiansthermen unweit des Bahnhofs Rom-Termini. Wenige hundert Meter südlich des Bahnhofs befindet sich das Teatro dell’Opera di Roma. An der Porta Pia beginnt die Via XX Settembre, an der sich einige große öffentliche Gebäude befinden, darunter der Palazzo delle Finanze. Im Stadtteil befindet sich auch die Deutsche Botschaft Rom.

## Wappen
Das Wappen stellt ein Feldzeichen der Prätorianergarde dar.